# Lichtenburg (Afrique du Sud)
Pour les articles homonymes, voir Lichtenburg.
Lichtenburg (Ditsobotla en Setswana) est une ville d'Afrique du Sud située dans la province du Nord-Ouest dans l'ancienne région du Transvaal.

## Étymologie
« Lichtenburg » signifie « ville de lumière ».

## Quartiers

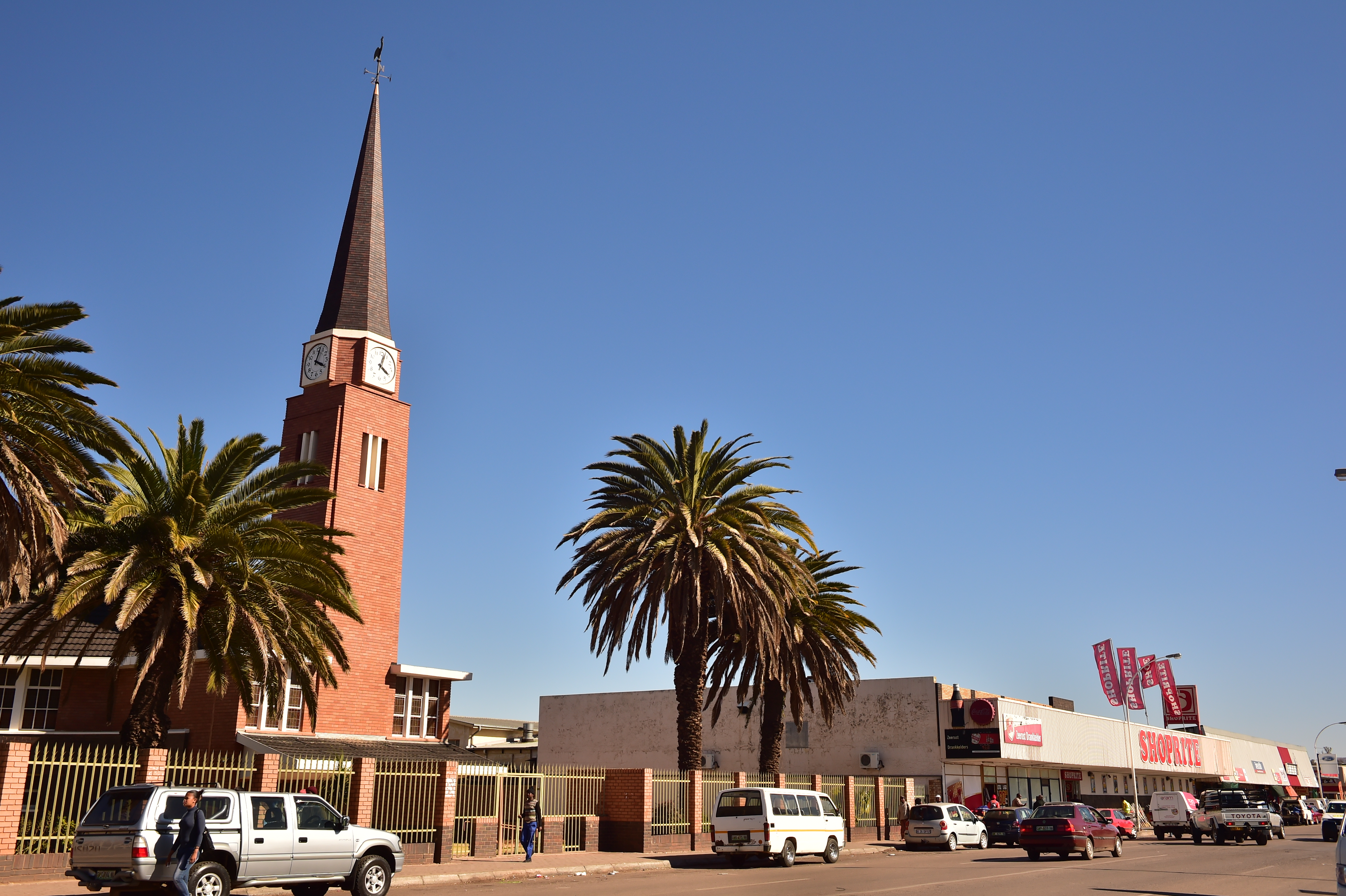
Lichtenburg centre

La localité de Lichtenburg comprend la ville centre de Lichtenburg, le quartier résidentiel de Burgersdorp, le township de Blydeville, le quartier indien de Shukran, le parc M.C. Van Niekerk et le Lichtenburg Game Breeding Centre.
Les townships excentrés de Boikhutso et d'Itsoseng sont directement rattachés à la municipalité de Ditsobotla.

## Démographie
Selon le recensement de 2011, la population de la commune de Lichtenburg est de 26 338 habitants, dont 59,50 % de noirs, essentiellement de langue setswana (52,48 %) et 30,33 % de blancs, essentiellement Afrikaners.
La majorité des habitants vivent dans le township de Blydeville tandis que les blancs constituent 55,22 % du total des habitants de la ville centre de Lichtenburg SP et 78,13 % du total des habitants de Burgersdorp.

## Historique

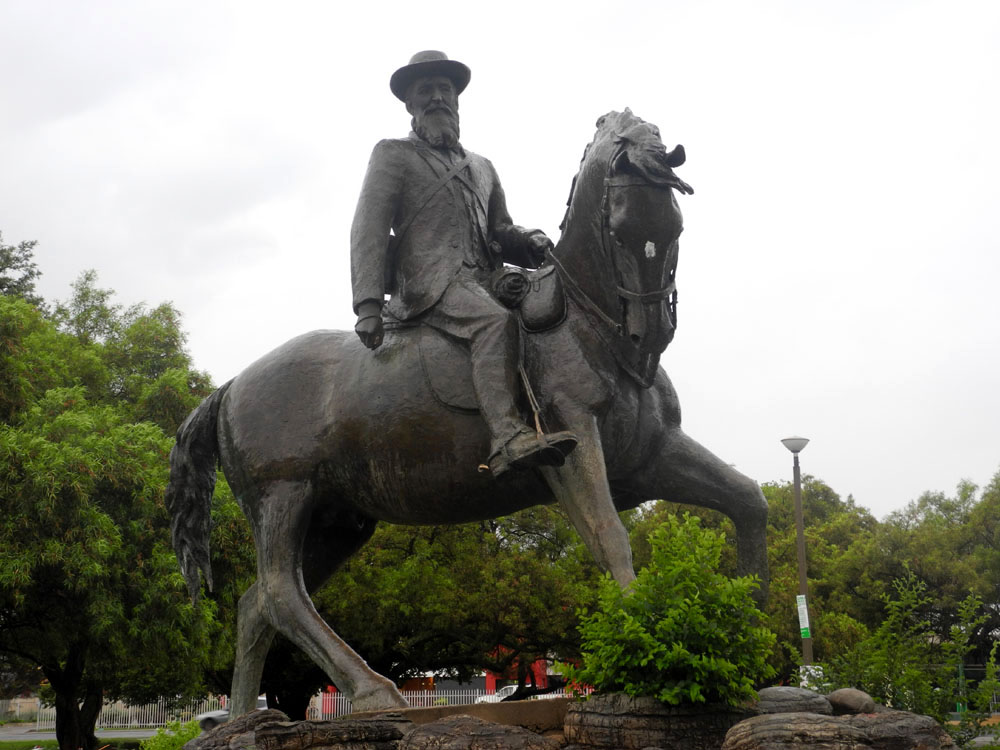
Statue du Général Koos de la Rey à Lichtenburg, sculptée par Hennie Potgieter et inaugurée en 1965

La ville a été fondée en 1873 dans l'ouest du Transvaal, par le voortrekker Hendrik A. Greeff, sur les terres des fermes Middelbosch et Doornfontein et baptisée par Thomas François Burgers, le président de la république sud-africaine du Transvaal. 
L'histoire de la ville est étroitement associée au général Koos de la Rey qui fut le représentant du district au parlement du Transvaal mais aussi un commandant-général des armées boers durant la seconde guerre des Boers. Il est enterré à Lichtenburg où il avait sa ferme.
En 1904, Lichtenburg a acquis le statut de municipalité.
En mars 1926, une mine de diamants y a été découverte, et plus de 100 000 personnes ont afflué dans l'année qui a suivi, pour ce qui a été appelé le « Diamond rush ».
La principale activité économique est de nos jours la production de maïs.

## Administration
Lichtenburg est une ville gérée par la municipalité locale de Ditsobotla au sein du district municipal de Ngaka Modiri Molema.

## Odonymie
La toponymie locale a légèrement évolué depuis le milieu des années 2000 afin de célébrer les personnalités nationales de la lutte contre l'apartheid.
| Ancien nom de rues      | Nouveaux noms           |
| ----------------------- | ----------------------- |
| Ferdi Hartzenberg Drive | Beyers Naudé Drive      |
| Mellville Street        | Dr Nelson Mandela Drive |
| Buiten Street           | Thabo Mbeki Drive       |

## Personnalités locales
- Koos de la Rey, général et ancien représentant de la circonscription au Volksraad de la république sud-africaine du Transvaal
- Ferdinand Hartzenberg, ancien ministre et député de la circonscription
- Daan Retief (né en 1925), joueur de rugby international sud-africain